# Damásdi Alex
Damásdi Alex (1997. március 27. – ) magyar labdarúgó, az osztrák SV Draßmarkt játékosa.

## Pályafutása
Damásdi Alex az MTK, a Puskás Akadémia és a Videoton játékosa volt utánpótlás játékosként, 2013-ban pedig Felcsútra került, a Puskás Akadémia csapatához.  Kölcsönben Csákváron és Cegléden is játszott, majd 2018 nyarán a Debreceni VSC-hez igazolt. Az NB II-es Ceglédben a 2017–18-as szezonban 38 bajnoki mérkőzést játszott, ezeken 9 gólt szerzett. Az Újpest ellen mutatkozott be az NB I-ben, 2019. február 2-án. Ezt követően többnyire a DVSC tartalék csapatában szerepelt, a 2020-2021-es idény első felében pedig a másodosztályú DEAC játékosa volt kölcsönben. 2021 januárjában a DVSC felbontotta a szerződését. Összesen nyolc alkalommal lépett pályára az élvonalban. Ezt követően fél évet ismét Cegléden töltött, majd 2021 nyarán az NB II-ben szerepló BFC Siófok igazolta le.

## Statisztika
| Klub            | Szezon | Bajnokság     | Bajnokság | Országos kupa | Országos kupa | Nemzetközi kupa | Nemzetközi kupa | Összesen      | Összesen |
| Klub            | Szezon | Pályára lépés | Gól       | Pályára lépés | Gól           | Pályára lépés   | Gól             | Pályára lépés | Gól      |
| --------------- | ------ | ------------- | --------- | ------------- | ------------- | --------------- | --------------- | ------------- | -------- |
| Puskás Akadémia |        |               |           |               |               |                 |                 |               |          |
| 2015–16         | 0      | 0             | 1         | 0             | –             | –               | 1               | 0             |          |
| Összesen        | 0      | 0             | 1         | 0             | –             | –               | 1               | 0             |          |
| Csákvár         |        |               |           |               |               |                 |                 |               |          |
| 2016–17         | 4      | 0             | 1         | 0             | –             | –               | 5               | 0             |          |
| Összesen        | 4      | 0             | 1         | 0             | –             | –               | 5               | 0             |          |
| Cegléd          |        |               |           |               |               |                 |                 |               |          |
| 2017–18         | 38     | 9             | 0         | 0             | –             | –               | 38              | 9             |          |
| Összesen        | 38     | 9             | 0         | 0             | –             | –               | 38              | 9             |          |
| Debrecen        |        |               |           |               |               |                 |                 |               |          |
| 2018–19         | 2      | 0             | 3         | 0             | –             | –               | 5               | 0             |          |
| Összesen        | 2      | 0             | 3         | 0             | –             | –               | 5               | 0             |          |
| Karrier összes  |        | 44            | 9         | 5             | 0             | 0               | 0               | 49            | 9        |